# 柳友荣
柳友荣（1966年6月—），男，汉族，安徽巢湖人，中共党员，九三学社社员，享受国务院特殊津贴专家，现任安徽艺术学院院长。

## 生平
1988年7月毕业于安徽师范大学教育系，毕业后分配至巢湖师范专科学校工作。1997年和2002年，先后在北京师范大学发展心理学研究所、南京师范大学教育科学学院作访问学者。2010年12在南京大学获博士学位。
历任巢湖师范专科学校教育科学教研室教师、心理学教研室主任、教育科学教研室副主任，巢湖师范专科学校初等教育系主任，巢湖师范专科学校教务处长，巢湖学院教务处长，巢湖学院院长助理。2008年6月，调任池州学院党委委员、副院长。2014年5月，任池州学院院长。2021年5月，调任安徽艺术学院党委委员、副院长（正厅级）。2025年2月，任安徽艺术学院党委副书记、院长。

## 学术贡献
主持国家社科基金、全国教育科学规划课题等省部级以上项目10余项，发表学术论文150余篇，编（著）学术著作、教材等10余部。作为第一完成人获安徽省社会科学研究成果一等奖1项、二等奖1项、三等奖2项，安徽省教学成果特等奖2项、一等奖2项。

## 社会兼职
中国高等教育学会劳动教育专委会副理事长、高等教育管理专委会常务理事。